# Acicarpha tribuloides

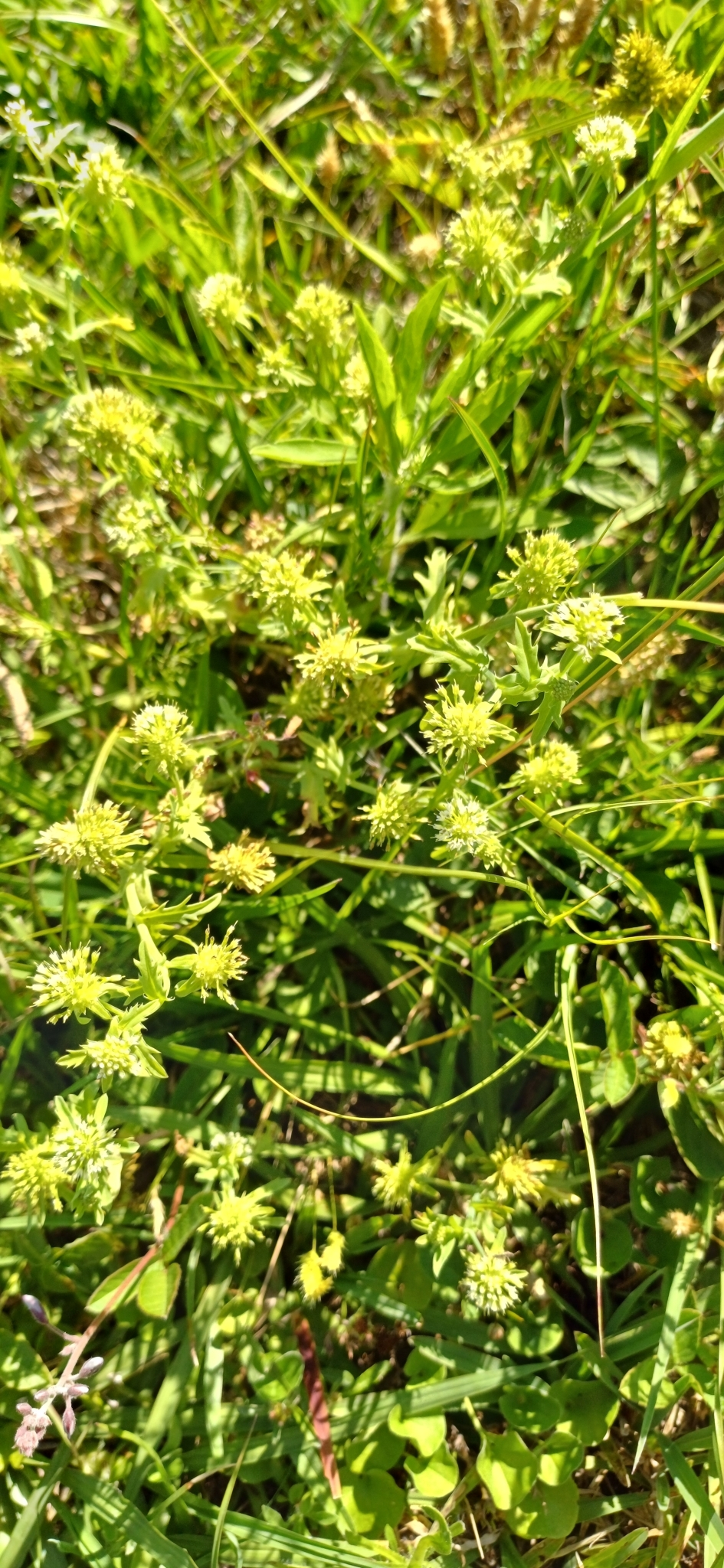
Acicarpha tribuloides florecida

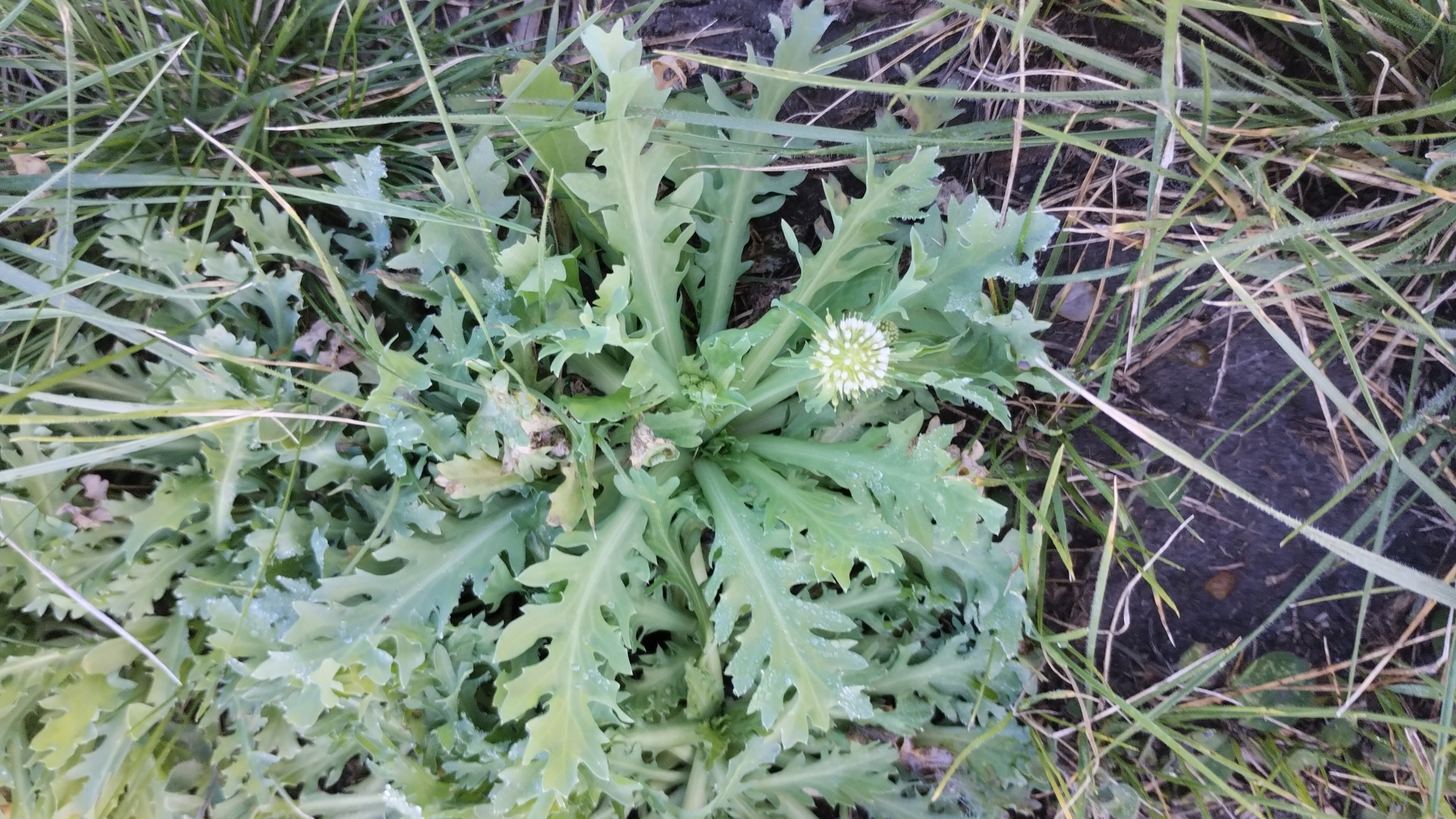
Acicarpha tribuloides, roseta

Acicarpha tribuloides Juss. y/o Rosetilla, Cardo torito   es una especie de planta anual,terófita, herbácea, de la familia Calyceraceae. Es originaria de Sudamérica, Bolivia, Paraguay, Brasil, Uruguay y Argentina.

## Descripción
Hierbas de hasta 40 cm de altura. Hojas en roseta oblanceolado-espatuladas con el margen irregularmente dentado-lobulado ,pecíolo corto. Flores blancas, agrupadas en capítulos opuestos a las hojas, protegidas por un involucro de 5 brácteas lineales. Flor central estaminada muy reducida.  Fruto aquenio,  lóbulos espinosos del cáliz, de unos 4 mm de largo.
En medicina natural se utiliza en el tratamiento de varias dolencias, como para curar eczemas.
Considerada maleza para el cultivo de arroz y otros.

## Hábitat
A. tribuloides tiene hábitos ruderales, o sea que prospera en hábitats muy degradados. Prefiere sitios húmedos y/o inundables, incluso algo salobres.

## Taxonomía
Acicarpha tribuloides fue descrita por  Antoine-Laurent de Jussieu y publicado en Annales du Muséum National d'Histoire Naturelle 2: 348, pl. 58. 1803.
Sinonimia
- Acicarpha laxa R.E.Fr.
- Acicarpha obtusisepala Marchesi
- Acicarpha pinnatifida Mier Acicarpha tribuloides var. dentata Kuntze
- Acicarpha tribuloides var. pinnatifida (Miers) Kuntze
- Boopis tribuloides Spreng.
- Cryptocarpha tribuloides Cass.[4]

## Nombre común
- Estrellaquisca, estrella kiska, rosetilla, cardo roseta, cardo torito, toro rati